# Filipe dos Santos
Pour les articles homonymes, voir Dos Santos.
Filipe dos Santos, de son nom complet Joaquim Filipe dos Santos, est un footballeur et entraîneur portugais né en 1896 et mort le 28 janvier 1941. Il évoluait aux postes de défenseur et de milieu.

## Biographie

### En club
De 1917 à 1921, Filipe dos Santos est joueur du Vitória Setúbal.
Il est joueur du Sporting Portugal durant 10 saisons entre 1921 et 1930,.
Le Sporting remporte le Championnat du Portugal en 1923, son format se rapproche beaucoup de l'actuelle Coupe du Portugal à une époque où la première division portugaise actuelle n'existait pas.
Il est vainqueur à quatre reprises du Championnat de Lisbonne en 1922, 1923, 1925 et 1928. Lors de la saison 1927-1928, il a une double casquette de joueur-entraîneur.

### En équipe nationale
International portugais, il reçoit une unique sélection en équipe du Portugal. Le 16 décembre 1923, il dispute un match contre l'Espagne (défaite 0-3 à Séville). 

### Entraîneur
Après sa carrière de joueur, il poursuit celle d'entraîneur.
Il reste au sein du Sporting Portugal et remporte dès 1930-1931 le Championnat de Lisbonne.
Lors de la saison 1931-1932, il entraîne le Real Saragosse.
Il est à nouveau Champion de Lisbonne avec le Sporting lors de la saison 1934-1935.

## Palmarès
| Sporting - Championnat du Portugal (1) : - Champion : 1922-23. - Championnat de Lisbonne (4) : - Champion : 1921-22, 1922-23, 1924-25 et 1927-28. |  | Sporting - Championnat de Lisbonne (3) : - Champion : 1927-28, 1930-31 et 1934-35. |